# Паровий молот
Паровий молот — машина ударної дії, що приводиться в дію парою і призначена для обробки металів куванням. Парові молоти використовувалися також для забивання паль. Перший паровий молот винайшов Джеймс Несміт у 1839 році, хоча ідею використання пари для приводу молота висловив ще Джеймс Ватт у 1784 році. Парові молоти були широко розповсюджені до кінця 19 століття, потім їх заступили молоти з електроприводом, вибухові, газові та інші.

## Історія

### Передісторія
До винайдення парових молотів на металургійних підприємствах і в металообробних цехах і кузнях використовувалися важільні водяні молоти, що приводилися в дію енергією водяного колеса. У другій половині 18 століття водяні колеса на таких молотах заміняли паровим приводом. У 1784 році Джеймс Ватт запропонував використовувати пару для безпосереднього приводу рухомих частин молоту. Запропонований Ваттом паровий молот був не вертикальної дії, у його основі була дерев'яна балка з віссю обертання («коромисло»), до одного кінця якої кріпився шток від парового циліндра, а до іншого — залізний молот. У 1806 році запит на видачу патента на винайдений ним паровий молот зробив такий собі В. Деверелл (англ. W. Deverell), інженер з англійського графства Суррей. Його проєкт парового молота являв собою молот, що мав би бути прикріпленим до штока парового циліндра. При подачі пари у циліндр під поршень, він мав би підійматися, стискуючи повітря над собою. При випусканні пари з циліндра, стиснене повітря мало посилювати силу падіння молота вниз.

### Винаходження парового молота

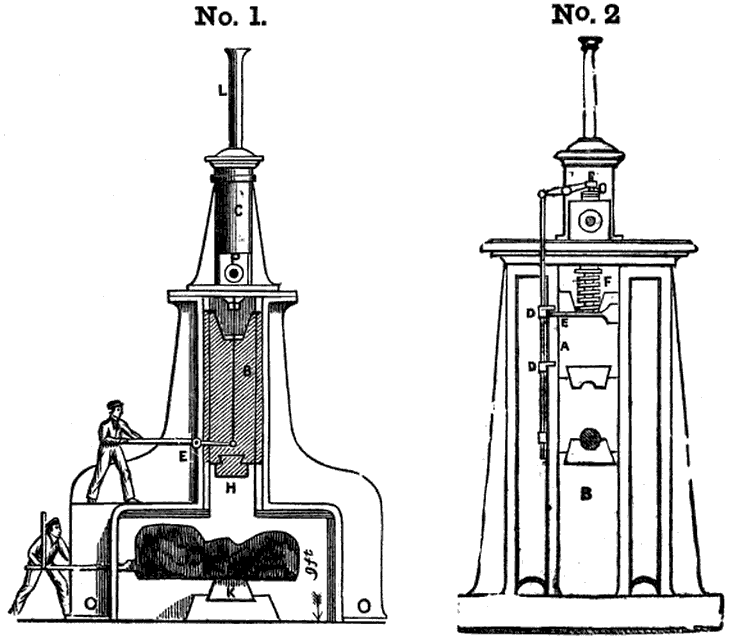
Перші парові молоти Дж. Несміта. 1 — копія з патента 1842 року, 2 — 250-кілограмовий паровий молот 1843 року, в якому Несміт намагався автоматизувати подачу пари (не використовувався).

У 1842 році британський інженер Джеймс Несміт одержав патент на винайдений ним паровий молот вертикальної дії. Він зазвичай вважається винахідником парового молота, однак обставини винайдення такого молота залишаються відкритими для дискусій французьких і британських істориків. Перший паровий молот вертикальної дії був запатентований і збудований ще до Несміта у Франції інженером Франсуа Бурдоном (фр. François Bourdon). Питання першості у винайдені парового молота спричинило у 1843 році відкриті суперечки поміж цими двома інженерами.
У 1839 році британська компанія «Great Western Steamship» при будівництві нового трансатлантичного пароплава «Great Britain» (проєкт І. Брунеля), зіткнулася з проблемою виготовлення залізного валу діаметром 760 мм для гребного колеса пароплаву — жоден існуючий в Британії важільний молот не був придатний для кування такої великої заготовки. У пошуках вирішення цієї проблеми Джеймс Несміт вигадав нову конструкцію великого молота, зробивши начерк свого проєкту 24 жовтня 1839 року, але нагальна проблема у виготовлені великого вала гребного колеса відпала бо компанія вирішила застосувати лопатевий гвинт. Відтак, відпала й нагальна потреба у великому ковальному молоті. Несміт не тримав свій винахід у секреті, він показував його багатьом.
У тому ж таки 1839 році у Франції інженер Франсуа Бурдон (фр. François Bourdon) так само зіткнувся з проблемою непридатності старих молотів для кування великих поковок. Французька фірма «Шнайдер-Крезо» (теперішня «Шнайдер електрик»), в якій він працював, одержала замовлення на виготовлення великих парових двигунів для пароплавів, однак не існувало молотів, на яких можна було б прокувати великі вали. Бурдон, як вважається, спроєктував такий молот. Його молот являв собою залізну бабу, прикріплену до штока парового циліндра. Він зробив детальні креслення свого молота й показував їх багатом. Брати Шнайдери, власники компанії, не ризикнули будувати молот радикально нової конструкції. Влітку 1840 року Ф. Бурдон і Е. Шнайдер відвідали завод, на якому працював Несміт, де їм показали проєкт парового молота Несміта. Бурдон зазначив для себе як Несміт вирішив деякі проблеми в своїй дещо інший конструкції і зробив ескіз її. Оскільки два провідних інженери погодилися, що така машина була практичною, Шнайдер дав дозвіл на будівництво молота. Перший в світі паровий молот вертикальної дії був збудований у Ле Крезо у 1840 році. Він важив 2500 кг, підіймався на 2 метри. Ф. Бурдон одержав патент на свій молот 30 вересня 1841 року. Фірма «Schneider frères et Cie» одержала патент на молот 19 квітня 1842 року.
У квітні 1842 року Несміт приїздив до Франції з поставками різноманітного інструменту для французьких суднобудівних заводів. Під час поїздки він відвідав також завод у Ле-Крезо, де у ковальському цеху побачив паровий молот власної конструкції у дії. Повернувшись до Англії, Несміт взяв патент на паровуий молот у червні 1842 року. У тому саме році він побудував свій перший паровий молот, який було встановлено на заводі у місті Манчестері.
У 1843 році поміж Несмітом і Бурдоном виникла суперечка через першості у винаходжені парового молота.

### Розвиток парових молотів

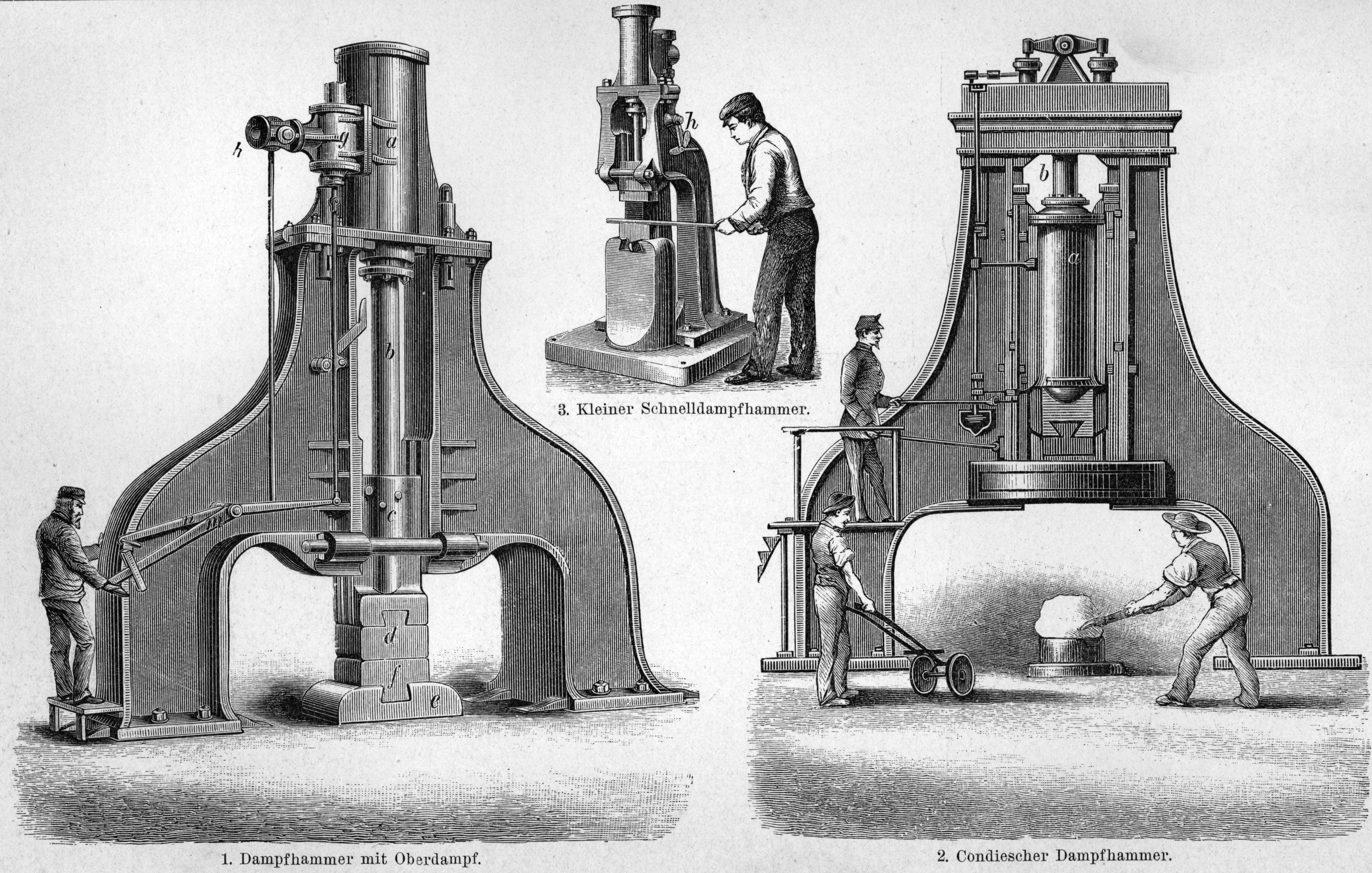
Парові молоти кінця 19 століття. 1 — молот Massey з двома ногами і верхньою парою, 2 — молот системи Конді, 3 — маленький молот з однією станиною. Малюнок з видання 1894 року.

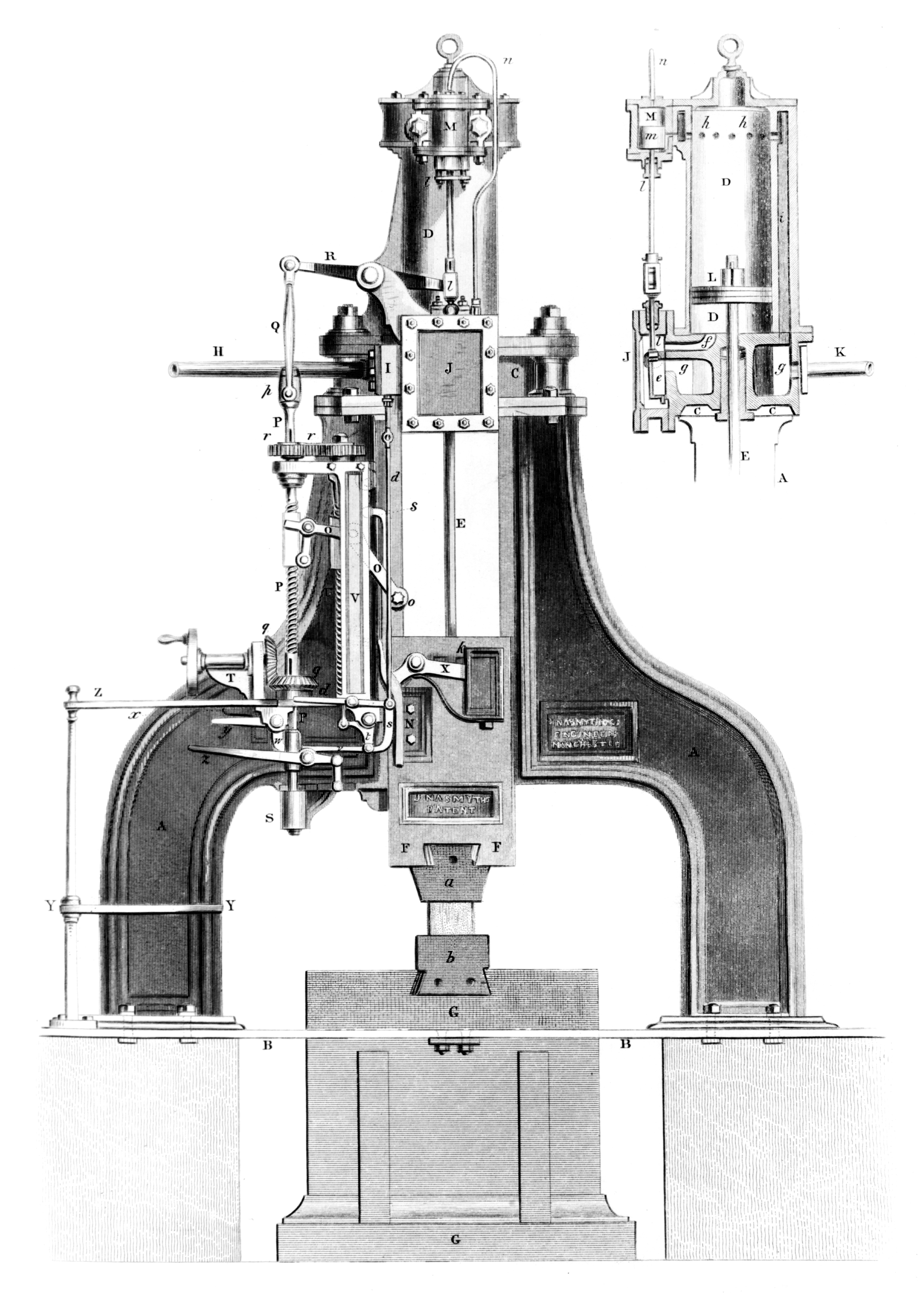
Креслення парового молота Дж. Несмітом. Малюнок з видання 1854 року.

Перший паровий молот Несміта, запатентований ним у 1842 році, порівняно з подальшими моделями був доволі прімитивним. Молотобоєць, стоячи на помості, керував суваком системи подачі пари задопомоги довгого важіля. Це була не легка робота, що вимагала постійного ручного обслуговування й концентрації уваги. Молот важив 30 англійських центнерів (1530 кг). У 1843 році Несміт сконструював молот вагою 250 кг, на якому намагався автоматизувати процес роботи. Цей молот ніколи не був використаний у практичній роботі. У тому ж таки 1843 році Несміт побудував 5-тонний паровий молот з автоматичною дією, принцип якої розробив інженер Роберт Вілсон (англ.  Robert Wilson). Це було дуже важливе поліпшення конструкції парових молотів. Парові молоти Несміта могла тепер варіювати силу удару в широкому діапазоні. Несміт, демонструючи можливості свого молота, любив розбивати ним яйце, покладене у скляний келих, без розбивання скла, а потім робити такий удар тим самим молотом, який стрясав будівлю, що в ній він стояв.
Над вдосконаленням молота працювала низка винахідників, особливо у 1840-х — 1850-х роках. Їхня діяльність була спрямована головним чином на усунення недоліків парової системи молота та на таке розташування елементів молота, яке зробило би зручнішою роботу біля ковадла.
Приблизно у 1860 році Джон Конді (англ. John Condie) запропонував паровий молот з нерухомим поршнем і рухомим циліндром, до якого кріпилась баба молота. Шток поршня був порожнистим і слугував для подачі пари у циліндр. Такий молот був встановлений у Глазго. Маса молота становила 6,5 т, підйом — 7,5 футів (2,3 м). На парових молотах Конді були виковані, наприкла, вали для пароплаву «Great Eastern». Були й інші варіанти молотів. Було запропоновано багато конструкцій, однак до кінця 19 століття, коли парові молоти були найважливішим знаряддям для виробництва великих поковок, утрималися лише деякі.
Несміт принцип дії свого молота застосував для вдосконалення палебійних установок.
Наприкінці 19 століття з'явилися великі повітряні молоти та гідравлічні ковальні преси. Останні стали значним конкурентом для найбільших парових молотів.

## Типи молотів
Паровий молот складається з парового циліндра, поршня з прікріпленою до нього бабою, станини, стоянця, встановленого на ньому ковадла (шабот) і фундамента. Останній поглинає удари молота, тому робиться у глибокому котловані на пружній основі.
Молоти поділяються на молоти простої дії і молоти подвійної дії (також називаються молотами з верхньою парою). У перших для підйому баби впускають пару під поршень, для здійснення удару пару випускають — баба падає під дією сили тяжіння, роблячи клюпою удар по обролюваному предмету, що лежить на ковадлі. У других під час падіння баби пара впускається у горишню порожнину циліндра для посилення удару. Правильність руху баби під час її падіння забеспечується встановленням на станинах напрямників, по яких ковзають бокові виступи баби. Ковадло встановлюється на стоянці, що є масивним виливком чавуну.
Парові молоти можуть робити до 300 ударів на хвилину.

## Виноски
1. 1 2 3  T. S. Rowlandson. History of the Steam Hammer: With Illustrations [Архівовано 2 лютого 2017 у Wayback Machine.]. Fifth edition. — Manchester: Palmer and Howe, 1875. (англ.)
2. 1 2  Steam Hammer [Архівовано 2 лютого 2017 у Wayback Machine.]. // Brande, William Thomas; Cox, George William (1867). A Dictionary of Science, Literature, & Art [Архівовано 2 лютого 2017 у Wayback Machine.]. Volume III. — London: Longmans, Green and Company. P. 593. (англ.)
3. 1 2 3 4  D'Angio, Agnès (2006). «The industrial and financial use of patents by Schneider et Cie» [Архівовано 2 лютого 2017 у Wayback Machine.]. Transferts de technologies en Méditerranée [Архівовано 2 лютого 2017 у Wayback Machine.]. — Presses Paris Sorbonne. P. 349. ISBN 978-2-84050-374-3. (англ.)
4. 1 2  Boutany (1885). «Who Invented the Steam Hammer?». Engineering News-record. Volume 13. — McGraw-Hill. P. 59. (англ.)
5. ↑  Nasmyth, James; Smiles, Samuel (1883). James Nasmyth Engineer: An Autobiography. — London: John Murray. (англ.)
6. ↑  Artizan Club (Great Britain) (1868). A treatise on the steam-engine in its various applications to mines, mills, steam navigation, railways, and agriculture [Архівовано 2 лютого 2017 у Wayback Machine.]. Longmans, Green. p. 301. (англ.)
7. ↑  The International Exhibition of 1862 [Архівовано 2 лютого 2017 у Wayback Machine.]. Volume I.
8. ↑  Condie (1860). «Condie's Patent Steam Hammer» [Архівовано 8 червня 2017 у Wayback Machine.]. Post Office Glasgow directory. Glasgow City Council. (англ.)
9. ↑  Das, Braja M. (2010). Principles of Foundation Engineering [Архівовано 28 серпня 2017 у Wayback Machine.]. — Cengage Learning. ISBN 978-0-495-66810-7. (англ.)
10. ↑  Kaushish, J. P. (2010). Manufacturing Processes. PHI Learning Pvt. Ltd. P. 720. (англ.)